# Manel de la Rosa
Manel de la Rosa Mileo (Barcelona 1961) és escriptor i professor d'escriptura a l'Ateneu Barcelonès, on en l'actualitat ensenya tècniques narratives i novel·la. Compagina l'escriptura i la docència amb activitats com lutier de guitarres elèctriques i desenvolupador de programari lliure; va aprendre l'ofici de lutier durant una estada a Formentera. Va ser escollit com el Nou Talent FNAC de la literatura catalana el 2012.

## Narrativa
- 2007: L'holandès, dins de III Premi de Narrativa Breu Districte V, (Castelló : Ellago) ISBN 9788496720381
- 2012: Cada color d'un riu,(Barcelona:Edicions del Periscopi) ISBN 9788494049019